# Pokrowka (obwód saratowski)
Pokrowka (ros. Покровка) – wieś (sieło) w Rosji, w obwodzie saratowskim, w rejonie wolskim. W 2010 liczyła 384 mieszkańców.